# Urs Althaus
Urs Althaus (Herrliberg, 25 febbraio 1956) è un attore, ex modello e imprenditore svizzero, conosciuto in Italia soprattutto per l'interpretazione dell'attaccante brasiliano Aristoteles nel film L'allenatore nel pallone.

## Biografia
Nato ad Herrliberg, nel Canton Zurigo, da padre nigeriano, Emanuel Igwe, studente di medicina a Glasgow, che egli non conobbe mai, e da madre svizzera, Irma Althaus (1928-2014). Urs è diplomato in gestione aziendale. Dopo gli inizi come calciatore, di ruolo centrocampista, nelle juniores del Concordia Basilea e del Basilea, Althaus ha giocato come calciatore professionista nella squadra riserve dello Zurigo, dovendo però abbandonare lo sport a causa di un infortunio ad una spalla. Nel 1977 è stato il primo uomo di colore a posare sulla copertina del mensile americano GQ. Ha posato come modello per molti stilisti famosi, come Dior, Calvin Klein, Valentino, Armani, Kenzo, Yves Saint Laurent, ed è apparso nelle più importanti riviste di moda. Nel 1978 è fondatore di una delle più importanti agenzie di moda in campo internazionale, la Xtazy Ltd.  In seguito, insieme a Gary Gatys, ha fondato la casa di moda Gary Gatys Ltd.
A New York conosce Lina Wertmüller che gli offre un ruolo in un suo film da girare a Roma, dal titolo Miracoli e peccati di Santa Tieta D'Agreste, nel cui cast compariva anche Sophia Loren. A causa dell'improvviso fallimento del Banco Ambrosiano, il film non vide mai la luce. Inizia assiduamente a studiare recitazione con Dominique de Fazio dell'Actors Studio e con Mira Rostova. In quel periodo ottiene qualche piccola parte in alcuni film, tra cui un breve ruolo nel film cult Lo squartatore di New York di Lucio Fulci, nel quale si produce in una scena erotica con Zora Kerowa. Partecipa a film di guerra, come Warbus di Ferdinando Baldi (nel ruolo di uno dei soldati americani che scortano il bus) e ne I predatori dell'anno Omega (in cui interpreta l'insolito ruolo di un mercenario di colore in uniforme nazista). Storia ambientata in un futuro postapocalittico.
Il suo primo ruolo importante è ne L'allenatore nel pallone di Sergio Martino, del 1984, nel quale veste i panni del calciatore brasiliano Aristoteles allenato da Oronzo Canà, interpretato da Lino Banfi. Nello stesso anno, sempre in Italia, prende parte ad Arrapaho, film commedia di Ciro Ippolito, ispirato all'album omonimo degli Squallor, nel ruolo del protagonista. Nel 1986 recita nel ruolo di Venanzio ne Il nome della rosa.
Tra il 1992 ed il 2000 si dedica ad attività extracinematografiche (è co-proprietario di un'azienda a Altdorf) e passa molto tempo in montagna. Nel 2001 ritorna a Roma per recitare nella serie TV Il commissario, poi torna a lavorare al fianco di Lino Banfi nella serie TV Un medico in famiglia e infine nel 2008 veste nuovamente i panni di Aristoteles in un breve cameo nel sequel L'allenatore nel pallone 2. Nell'ottobre del 2009 pubblica una autobiografia, tradotta in italiano con il titolo Io, Aristoteles, il Negro svizzero, nella quale narra gli alti e i bassi della sua vita.

## Filmografia

### Cinema
- Oltre la porta, regia di Liliana Cavani (1982)
- Lo squartatore di New York, regia di Lucio Fulci (1983)
- I predatori dell'anno Omega, regia di David Worth (1984)
- Quartetto Basileus, regia di Fabio Carpi (1984)
- L'allenatore nel pallone, regia di Sergio Martino (1984)
- Arrapaho, regia di Ciro Ippolito (1984)
- Warbus, regia di Ferdinando Baldi (1985)
- Il nome della rosa, regia di Jean-Jacques Annaud (1986)
- Sweetiecakes, regia di Geretta Geretta (2001)
- L'allenatore nel pallone 2, regia di Sergio Martino (2008)
- Il bar del cult, regia di Mirko Zullo – docufilm (2025)

### Televisione
- Progetto di vita – film TV (1981)
- ...e la vita continua, regia di Dino Risi – miniserie TV (1984)
- Le martyre de Saint Sébastien – film TV (1984)
- Progetto Atlantide – film TV (1984)
- Destini – soap opera, 2 episodi (1986)
- Un medico in famiglia – serie TV, episodio 3x20 (2003)
- Valeria medico legale – serie TV (2000)
- Il commissario – serie TV (2001)
- Chiaroscuro, regia di Tomaso sherman – miniserie TV (2003)
- Il bello delle donne – serie TV (2003)
- Squadra Speciale Vienna – serie TV (2009)
- Best Friends – serie TV (2010-)
- Un ciclone in convento – serie TV, 1 episodio (2018)

## Pubblicazioni
- Io, Aristoteles, il Negro svizzero, ISBN 9781522771258.